# Troubled Waters (film 1913)
Troubled Waters è un cortometraggio muto del 1913 diretto da Lois Weber. La sceneggiatura è firmata da Phillips Smalley e dalla stessa regista. I due, marito e moglie nella vita, sono anche interpreti del film insieme a Rupert Julian.

## Produzione
Il film fu prodotto dalla Rex Motion Picture Company.

## Distribuzione
Distribuito dalla Universal Film Manufacturing Company, il film - un cortometraggio in una bobina - uscì nelle sale cinematografiche statunitensi il 9 marzo 1913.